# Magelang (Magelang Tengah)
Magelang is een bestuurslaag in het regentschap Magelang van de provincie Midden-Java, Indonesië. Magelang telt 6829 inwoners (volkstelling 2010).